# Filmografia della Gaumont British
Questa voce raccoglie la filmografia della Gaumont British.

## Produzione

### 1902
- Westminster (1902)
- The Royal Progress (1902)
- The Peckham Beauty Show (1902)
- The Grandstand at Sandown Park (1902)
- The Coal Miner
- The Busman
- The Boxing Kangaroo
- Sorting Fish
- Review of Indian Troops
- Review of Guards Returned from South Africa
- Portrait of Lord Kitchener at Southampton
- Piccadilly Circus
- Lord Kitchener at Southampton
- Landing a Catch
- Henley Regatta
- Gutting Herrings
- Great Coronation Review at Spithead: Yacht
- Great Coronation Review at Spithead: The Review
- Great Coronation Review at Spithead: Spithead
- Crowned
- Coronation Procession
- Colonial Review
- Canadians Under Canadian Arch
- A Trip to the Eddystone Lighthouse
- Arrival of Boer Generals at Southampton
- An Enormous Haul
- A Case for the Yeomanry
- The Coronation Ceremonies (1902)
- Signing Peace at Pretoria
- The Tramp's Surprise, regia di Alf Collins (1902)
- The Professor and the Butterfly
- The Pie-Eating Competition (1902)
- The Dead Cat
- Little Jim; or, The Cottage Was a Thatched One
- Absent Without Leave
- Trained Dogs, regia di Alf Collins (1902)
- Serpentine Dancer
- Clown, Pantaloon and Bobby
- Boudoir Secrets
- Baker and Boy
- A Policeman's Dream, regia di Alf Collins (1902)
- American Knockabouts

### 1903
- Visit to French Hospital
- Trotting Match at Wembley Park
- The Rowers
- The Moat Farm Mystery
- The King's Procession to Open Parliament
- The King's Arrival in London
- The King Laying Foundation Stone, Glasgow Technical College
- The King at Edinburgh Castle
- The Derby Race
- The Departure
- Stock Exchange Walk to Brighton
- Royal Functions in Paris
- Review at Aldershot
- Reception of Joseph Chamberlain
- Reception at Guildhall
- Procession from Dalkeith to Holyrood Palace
- Procession Entering State Durbar at Delhi
- Our Royal Visitors
- Opening of the New Electric Tramways
- Miss Florence Walking to Brighton on a Globe
- King and Queen at Belfast
- Gordon Bennett Motor Race
- Belle Isle Cave in a Storm
- At the Guildhall
- Arrival at Victoria Station
- Arrival at Portsmouth
- Arrival at Bois de Boulogne Station
- Arrival and Procession, Dublin
- The Marvellous Syringe
- The Effects of Too Much Scotch
- Papa's Bath
- King of Coins
- A Photographic Episode
- Railway Ride in the Alps
- Welshed - A Derby Day Incident
- The Servian Tragedy
- Mind the Wet Paint
- Assassination of the King and Queen of Servia
- The Rivals, regia di Alf Collins (1903)
- The Octoroon, regia di Dicky Winslow (1903)
- The Mysterious Mechanical Toy
- The Good Samaritan (1903)
- Rip Van Winkle, regia di Alf Collins (1903)
- Our New Cook
- Notice to Quit
- Moses in the Bullrushes
- Little Nell and Burglar Bill
- A Row in a Laundry
- A Pleasant Breakfast
- A Lover's Troubles
- A Substantial Ghost
- Two Little Vagabonds; or, The Pugilistic Parson
- Tommy Atkins' Dream
- The Double-Bedded Room
- That Naughty Girl
- Murphy's Wake
- Nicholas Nickleby (1903)
- Cruelty on the High Seas
- The Sportive Navvies
- The Somnambulist, regia di Alf Collins (1903)
- The Runaway Match, or Marriage by Motor
- The Pickpocket -- A Chase Through London
- The Christmas Waits; or, High Life Below Stairs
- Such Is Life; or, Mind Your Own Business(?)
- A Political Discussion

### 1904
- The Silver Tenor; or, The Song That Failed, regia di Alf Collins (1904)
- The Postman Whitewashed (1904)
- The New Infantry (1904)
- The Golden Harvest (1904)
- That Busy Bee, regia di Alf Collins (1904)
- Shooting the Rapids at Killarney (1904)
- Putting Up the Swing (1904)
- No Room for Father, regia di Alf Collins (1904)
- Inspector's Birthday, regia di Alf Collins (1904)
- Hill Climbing Contest (1904)
- General Booth Preaching (1904)
- Funeral of Mr. Dan Leno
- From Foal to Favourite
- Fox Terrier Killing Rats
- Father's Birthday Party
- Dunloe Women
- Down the Chute
- Dedication of Roman Catholic Cathedral at Armagh
- A Day with a North Sea Trawler
- Man the Lifeboat
- The Apple Woman
- Jack's Rival
- Attack on a Russian Outpost
- All Through the Page Boy
- Bombardment of Port Arthur
- Falls of the Clyde
- The Coster's Wedding, regia di Alf Collins (1904)
- Two Deceived Old Maids
- The Story of a Colliery Disaster
- The Office Boy's Revenge
- The Jealous Wife (1904)
- The Eviction
- Military Tactics
- Dr. Cut'emup
- Cook's Lovers
- Chased by Dogs
- A Smart Capture, regia di Alf Collins (1904)
- Raid on a Coiner's Den
- The Electric Shock
- Garrotting a Motor Car
- The Sweep
- The Masher's Dilemma
- The Lost Shuttlecock
- The Fatal Wig
- Stewed Missionary
- Night Duty
- Mr. Mosenstein
- Fixing the Swing
- Behind the Scenes, regia di Alf Collins (1904)
- Artist and Musician
- An Affair of Honour
- Revenge!
- Cruelty to a Horse
- A Railway Tragedy
- A Little Boy Called 'Taps'
- The Tramp's Toilet
- The Haunted Houseboat
- The Fruits of Matrimony
- Rejected by Pa
- On Brighton Pier
- My Mother-In-Law
- Mixed Bathing
- Lovers on the Sands
- Japanese Bravery: An Incident in the War (1904)
- Future Hackenschmidts
- Brown's Pudding
- Bill Bailey's Return
- Bed and Breakfast Two Shillings
- Amorous Militiaman
- A Day at Brighton
- Hands Up!; or, Captured by Highwaymen

### 1905
- The Blacksmith's Daughter (1905)
- The Gardener's Nap (1905)

### 1906
- The Dentist's Revenge, regia di Harold Hough (1906)
- Workhouse Granny, Age 93 (1906)
- Wanted, a Husband
- Pongo the Man Monkey, regia di William Haggar (1906)
- Three Little Maids from School

### 1907
- The Undergrads
- The St. Alban's Historical Pageant
- The Smuggler's Wife (1907)
- The Oxford Historical Pageant
- The Liverpool Pageant
- The Gainsborough Hat
- The Coventry Pageant
- The Cart Parade, Regent's Park
- The Carisbrooke Pageant, Hyde
- The Bourbon Royal Wedding
- Tamer Hopkins
- Sunday with the Boss
- Stormy Winds Do Blow
- Scenes of the Belfast Riots
- Romsey Pageant
- Professor in Difficulties
- Playing Truant
- Notice to Quit
- Mark Twain at the Oxford Pageant
- Life on a Battleship
- Henley Regatta
- Harvest Celebration
- Hackney Horse and Cart Parade
- Great International Football Match
- Good-Night (1907)
- Good-Bye and Thank You
- From Forest to Fireside
- Epsom Derby
- English Fourth of July
- Doctor's Reformation
- Darkest Hour
- Coffee Plantation
- Cheating Justice
- Cambridge-Harvard Practice
- Bury St. Edmunds Pageant
- A Visit to the London Zoological Gardens, Part I
- A Visit to the London Zoological Gardens, Part II
- A Set of Dishes
- Ascot Sunday at Boulter's Lock
- A Chinaman Visits London
- When Friends Meet
- The Policeman Has an Idea
- The Bad Son
- Stolen Child
- My Servant Is a Jewel
- Moonlight on the Ocean
- His First Cigarette
- Going Away for a Holiday
- Burglar and Policeman
- Baby Cries
- Animated Stamp Pad
- A New Toboggan
- A Modern Diogenes
- Woman Up-to-Date
- The Murderer
- The Carving Doctor
- Looking for Lodgings (1907)
- Cassimir's Night Out
- An Old Coat Story
- We Parted on the Shore
- Varsity Boat Race: The Light and Dark Blues
- Twin Brothers from 'The French Maid'
- This Little Girl and That Little Girl
- The Wedding of Sandy McNab
- The Laughing Nigger
- Stop Your Tickling, Jock
- Song from The Belle of Mayfair
- She Is My Daisy
- Regiment of Frocks and Frills
- Please Conductor, Don't Put Me Off the Train
- Land of Bobby Burns
- Inverary
- I Love a Lassie
- Catch the Kid
- Two Cents Worth of Cheese
- The Village Celebration
- Sign of the Times
- Salome
- Nurse Takes a Walk
- Buying a Ladder
- Shoeing the Mail Carrier
- The Amateur Rider
- The Toilet of an Ocean Greyhound
- The Human Clock
- The Drunken Motorcyclist
- She Won't Pay Her Rent
- Good-Night
- A Perfect Nuisance
- Unlucky Interference
- Servant's Generosity
- Scratch My Back (1907)
- Fatality
- Don't Pay Rent, Move
- Wandering Willie's Luck
- The Tooth Ache
- The Dervish's Revenge
- Looking for the Medal
- Looking at a Balloon
- In an Armchair
- Croker's Horse Winning the Derby
- Buying a Donkey
- Won't You Throw Me a Kiss
- Will Evans: On the Doorstep; Novelette; The Jockey
- Wait Till the Work Comes Round
- The Persevering Lover
- The Good Wine
- The Fireman
- The Broken Melody, regia di Arthur Gilbert (1907)
- The Blind Violinist
- The Bedouin's Love Song
- Tala: Indian Love Song
- Navaho
- Ju-Jitsu
- Home Again My Cherry Blossom
- Harrigan
- Faust
- Falsely Accused (1907)
- Every Little Bit Helps
- Curfew Shall Not Ring Tonight, regia di Arthur Gilbert (1907)
- Cupid
- Christians Awake!
- Carmen, regia di Arthur Gilbert (1907)
- A Shilling Short of his Wages
- Are You Sincere?
- Tommy the Tinpot Hero
- The Ice Cream Jack
- The Bachelor's Piece of Wedding Cake
- Short-Sighted Jane
- Remember Remember the Fifth of November
- Oh That Cat!
- Late for His Wedding
- Father Buys a Lawn Roller
- Cheap Beer
- Asking His Way
- All for Nothing
- Towed by an Automobile
- The White Shoes; or, Looking Out for His Banknote
- The Adventures of a Roll of Lino
- Stolen Shoes
- A Wig Made to Order
- The Royal Standard
- The Romance of a Fisherman's Daughter
- The Cook's Fiancé
- Nelson's Victory
- My Indian Anna
- March of the Light Cavalry
- Glow Little Glow Worm, Glow
- False Start

### 1908
- Black-Eyed Susan (1908)
- Jane Shore (1908)
- Saved from the Sea (1908)
- Lady Letmere's Jewellery, regia di George R. Sims (1908)
- Major Kidson's Police Bloodhounds  (1908)

### 1909
- Sexton Blake, regia di C. Douglas Carlile (1909)
- The Mystery of Edwin Drood, regia di Arthur Gilbert (1909)

### 1910
- The Blue Bird (1910)
- The Jewel Thieves Run to Earth by Sexton Blake (1910)
- Mistaken Intention (1910)
- Grandpa Sews on a Button (1910)
- Tommy Atkins (1910)
- Wait and See, regia di Alf Collins (1910)
- The Great Black VS White Prize Fight (1910)
- Father Minds the Baby, regia di Alf Collins (1910)
- Winning a Widow, regia di Alf Collins (1910)
- The Sleep Breakers, regia di Alf Collins (1910)
- Algy Goes on the Stage, regia di Alf Collins (1910)

### 1911
- Studies in Expression (1911)
- The Kinematograph Fiend (1911)
- An Adventure of Rob Roy (1911)

### 1912
- Coronation of Maharaja Holkar at Indore (1912)
- Delhi Durbar and Coronation (1912)
- Delhi Durbar (1912)
- Heaven's Messenger (1912)
- The Cripple's Courtship (1912)
- The Waterman's Bride (1912)
- The Red Mountains of the Esterel (1912)
- A Football Absurdity (1912)
- A Chinaman's First Day in London (1912)
- The Servian Army in the Balkan War (1912)
- How New York Travels (1912)
- A Day in London, regia di Lewin Fitzhamon (1912)
- The Copper's Revenge, regia di Lewin Fitzhamon (1912)
- A Village Scandal, regia di Lewin Fitzhamon (1912)

### 1913
- Her Pony's Love, regia di Lewin Fitzhamon (1913)
- The Flappers and the Colonel, regia di Lewin Fitzhamon (1913)
- A Fiver for a Penny (1913)

### 1914
- The Brother's Mistake (1914)
- Golightly Punished (1914)
- A Grave Affair (1914)
- The Raid of 1915, regia di Fred W. Durrant (1914)

### 1915
- The Cowboy Village, regia di J.L.V. Leigh (1915)
- Quicksands of Life, regia di J.L.V. Leigh (1915)
- Fetters of Fear, regia di Leslie Seldon-Truss (1915)
- Farmer Spudd and His Missus Take a Trip to Town, regia di J.L.V. Leigh (1915)
- 'Twixt Cup and Lip, regia di J.L.V. Leigh (1915)

### 1916
- Sir James Mortimer's Wager, regia di Leslie Seldon-Truss (1916)
- Sally Bishop, regia di George Pearson (1916)
- For the Empire, regia di George Pearson (1916)
- Ultus and the Grey Lady, regia di George Pearson (1916)
- He Didn't Want to Do It, regia di J.L.V. Leigh (1916)

### 1917
- Ultus and the Secret of the Night, regia di George Pearson (1917)
- Beds, Baths and Bedlam, regia di J.L.V. Leigh (1917)
- Ultus and the Three-Button Mystery, regia di George Pearson (1917)

### 1918
- Ultus, the Man from the Dead, regia di George Pearson (1918)
- How Eve Helped the War Fund, regia di J.L.V. Leigh (1918)
- Eve's Burglar, regia di J.L.V. Leigh (1918)
- Eve Resolves to Do War Work, regia di J.L.V. Leigh (1918)
- Eve Outwits Artful Adam, regia di J.L.V. Leigh (1918)
- Eve in the Country (1918)
- Eve Goes to the East Coast, regia di J.L.V. Leigh (1918)
- Eve Assists the Censor, regia di J.L.V. Leigh (1918)
- Eve as Mrs. Adam, regia di J.L.V. Leigh (1918)
- Eve and the Nervous Curate, regia di J.L.V. Leigh (1918)
- Eve and the Internment Question, regia di J.L.V. Leigh (1918)
- Eve Adopts a Lonely Soldier, regia di J.L.V. Leigh (1918)
- Adam As a Special Constable, regia di J.L.V. Leigh (1918)
- The Key of the World, regia di J.L.V. Leigh (1918)

### 1919
- Pallard the Punterregia di J.L.V. Leigh (1919)
- The First Men in the Moon, regia di Bruce Gordon e J.L.V. Leigh (1919)
- The Green Terror, regia di W.P. Kellino (1919)
- Angel Esquire, regia di W.P. Kellino (1919)

### 1920
- The Other Dog's Day
- The Edge of Youth
- The Bitten Biter
- Saved from the Sea, regia di W.P. Kellino (1920)
- Oh! Jemimah!
- Horatio's Deception
- Home Influence
- A Pair of Gloves
- A Little Bet
- A Complete Change
- The Fall of a Saint
- Walls of Prejudice
- The Lightning Liver Cure
- Sweep, regia di W.P. Kellino (1920)
- Souvenirs, regia di W.P. Kellino (1920)
- Run! Run!
- On the Reserve
- Cupid's Carnival, regia di W.P. Kellino (1920)
- Cousin Ebenezer, regia di W.P. Kellino (1920)
- A Broken Contract
- Broken Bottles

### 1921
- The Way of a Man, regia di Charles Calvert (1921)
- Roses in the Dust, regia di E.H. Calvert (1921)
- Class and No Class, regia di W.P. Kellino (1921)

### 1922
- Silent Evidence, regia di E.H. Calvert (1922)
- Rob Roy, regia di W.P. Kellino (1922)

### 1923
- Fires of Fate, regia di Tom Terriss (1923)

### 1924
- Claude Duval, regia di George A. Cooper (1924)
- The Eleventh Commandment, regia di George A. Cooper (1924)

### 1925
- The Happy Ending, regia di George A. Cooper (1925)
- Settled Out of Court, regia di George A. Cooper (1925)
- Somebody's Darling, regia di George A. Cooper (1925)

### 1926
- The Woman Juror, regia di Milton Rosmer (1926)
- The Greater War, regia di Jack Raymond (1926)
- The Escape, regia di Edwin Greenwood (1926)
- Miss Bracegirdle Does Her Duty, regia di Edwin Greenwood (1926)
- Cash on Delivery, regia di Milton Rosmer (1926)
- Back to the Trees, regia di Edwin Greenwood (1926)
- London Love, regia di H. Manning Haynes (1926)

### 1927
- Roses of Picardy, regia di Maurice Elvey (1927)
- Hindle Wakes, regia di Maurice Elvey (1927)
- A Sister to Assist 'Er, regia di George Dewhurst (1927)
- The Flight Commander, regia di Maurice Elvey (1927)
- A Woman in Pawn, regia di Edwin Greenwood (1927)
- Quinneys, regia di Maurice Elvey (1927)
- The Arcadians, regia di Victor Saville (1927)

### 1928
- Mademoiselle Parley Voo, regia di Maurice Elvey (1928)
- His House in Order, regia di Randle Ayrton (1928)
- Victory, regia di M.A. Wetherell (1928)
- The Physician, regia di Georg Jacoby (1928)
- Palais de danse, regia di Maurice Elvey (1928)
- What Money Can Buy, regia di Edwin Greenwood (1928)
- You Know What Sailors Are, regia di Maurice Elvey (1928)

### 1929
- The Last Post, regia di Dinah Shurey (1929)
- Smashing Through, regia di W.P. Kellino (1929)
- The Glad Eye, regia di Maurice Elvey (1929)
- High Treason, regia di Maurice Elvey (1929)
- Sailors Don't Care, regia di W.P. Kellino (1929)
- The Devil's Maze, regia di Gareth Gundrey (1929)

### 1930
- Thread O' Scarlet, regia di Peter Godfrey (1930)
- The Message, regia di Sewell Collins (1930)
- A Sister to Assist 'Er, regia di George Dewhurst (1930)
- Alf's Button, regia di W.P. Kellino (1930)
- The Night Porter, regia di Sewell Collins (1930)
- The Great Game, regia di Jack Raymond (1930)
- A Warm Corner, regia di Victor Saville (1930)
- Bed and Breakfast, regia di Walter Forde (1930)

### 1931
- Bracelets, regia di Sewell Collins (1931)
- No Lady, regia di Lupino Lane (1931)
- Down River, regia di Peter Godfrey (1931)
- East Lynne on the Western Front, regia di George Pearson (1931)
- Ultimo addio, regia di Millard Webb (1931)
- A Gentleman of Paris, regia di Sinclair Hill (1931)

### 1932
- Tell Me Tonight, regia di Anatole Litvak (1932)
- Baroud, regia di Rex Ingram e Alice Terry (1932)
- Rome Express, regia di Walter Forde (1932)
- The Midshipmaid, regia di Albert de Courville (1932)
- After the Ball, regia di Milton Rosmer (1932)

### 1933
- Tooth Will Out, regia di Frank Cadman (1933)
- They're Off, regia di Frank Cadman e John Rawlins (1933)
- The Dreamers (1933)
- Sign Please, regia di John Rawlins (1933)
- Britannia of Billingsgate, regia di Sinclair Hill (1933)
- The Good Companions, regia di Victor Saville (1933)
- F.P.1, regia di Karl Hartl (1933)
- Waltz Time, regia di Wilhelm Thiele (1933)
- Sleeping Car
- The Ghoul, regia di T. Hayes Hunter (1933)
- Ero una spia
- Just Smith
- Channel Crossing
- A Cuckoo in the Nest
- Turkey Time
- The Constant Nymph, regia di Basil Dean (1933)

### 1934
- L'uomo che vide il futuro (The Clairvoyant), regia di Maurice Elvey (1934)
- Gli incendiari
- Vienna di Strauss (Waltzes from Vienna), regia di Alfred Hitchcock (1934)
- The Battle, regia di Nicolas Farkas e Viktor Tourjanski
- Paradiso in fiore
- Il diavolo in caserma
- Aunt Sally
- Wings Over Everest
- Raffiche
- My Song for You
- Unfinished Symphony
- Mon coeur t'appelle
- Evensong
- Jew Süss
- Lady in Danger
- Road House
- Dirty Work, regia di Tom Walls (1934)
- L'uomo che sapeva troppo (The Man Who Knew Too Much), regia di Alfred Hitchcock (1934)

### 1935
- Things Are Looking Up, regia di Albert de Courville (1935)
- Car of Dreams, regia di Graham Cutts e Austin Melford (1935)
- Fighting Stock
- Bulldog Jack, regia di Walter Forde (1935)
- Brown on Resolution
- Il club dei 39 (The 39 Steps), regia di Alfred Hitchcock (1935)
- La notte della festa
- The Passing of the Third Floor Back, regia di Berthold Viertel (1935)
- Il presidente si diverte
- The Tunnel, regia di Maurice Elvey (1935)
- First a Girl
- Foreign Affaires
- King of the Damned

### 1936
- Dry Dock
- All In
- Rhodes of Africa
- Ho inventato una donna
- Amore e mistero  (Secret Agent), regia di Alfred Hitchcock (1936)
- Gli avventurieri di Londra
- Ombre al confine
- East Meets West, regia di Herbert Mason (1936)
- Everybody Dance
- Strangers on Honeymoon
- Oriente in rivolta
- Sabotaggio (Sabotage), regia di Alfred Hitchcock (1936)

### 1937
- La parata dell'allegria (Okay for Sound), regia di Marcel Varnel (1937)
- Corpo militare britannico in oriente
- Take My Tip, regia di Herbert Mason (1937)
- King Solomon's Mines, regia di Robert Stevenson (1937)
- La ballerina dei gangsters (Gangway), regia di Sonnie Hale (1937)
- Doctor Syn, regia di Roy William Neill (1937)
- La tragedia del K2 (Non-Stop New York), regia di Robert Stevenson (1937)*Oh, Mr. Porter!
- Giovane e innocente (Young and Innocent), regia di Alfred Hitchcock (1937)

### 1938
- Con l'amore non si scherza (Sailing Along), regia di Sonnie Hale (1938)
- Climbing High

### 1940/1956
- Spettacolo di varietà (The Band Wagon), regia di Vincente Minnelli (1953)
- Cottage to Let
- La tigre del mare (We Dive at Dawn), regia di Anthony Asquith (1943)
- L'inferno degli uomini del cielo (Theirs Is the Glory), regia di Brian Desmond Hurst (come B.D. Hurst) (1946)
- Supersonic Saucer